# ЗИС-8
ЗИС-8 — советский городской автобус на длиннобазном шасси ЗИС-11 (удлинённом с 3,81 до 4,42 м варианте ЗИС-5), выпускавшийся на Московском автомобильном заводе им. Сталина с 1934 по 1936 год. Количество мест — 21 (общее количество мест — 29).

## Описание
ЗИС-8 имел шестицилиндровый рядный карбюраторный мотор объемом 5,55 литра и мощностью в 73 л. с., который позволял автобусу полной массой 6,1 т разгоняться до 60 км/ч. Конструктивно ЗИС-8 мало отличался от своего предшественника, автобуса АМО-4, кузов образца 1932 года типа «новый стандарт» или «стандарт» остался без значительных изменений. Основные изменения затронули шасси — рама стала усиливаться накладкой вдоль лонжеронов, двигатель стал мощнее из-за большего диаметра поршней (101,6), гидравлические тормоза спереди были заменены механическими, кроме того появился новый карданный вал с шарнирными сочленениями типа «Спайсер №500» и с дополнительной опорой. Изменения в шасси были общими для всех ЗИСовских грузовиков, в том числе и для автобусных шасси. Новый автобус получил увеличенный топливный бак (110 л вместо прежних 60 л), радиатор увеличенной ёмкости и 12-вольтовую систему электрооборудования.
Кузов автобуса с деревянным каркасом, изготовлявшимся из разных пород дерева, обшитый металлом, был построен по проекту конструктора Н. И. Францева и художника ЗИСа И. Ф. Германа. Они использовали шасси ЗИС-5 с удлинённой на 610 мм базой. В противовес принятой тогда кустарной практике изготовления деревянного каркаса в виде неразборной клетки Герман предложил для ЗИС-8 делать «подсобранные» элементы каркаса, а затем из них — целый узел. Борта, заднюю и переднюю стенки, двери, крышу, основание пола изготавливали отдельно, а затем собирали воедино. Такое решение во много раз упростило и удешевило сборку.
ЗИС-8 имел никелированные бамперы, над ветровым стеклом размещался освещённый указатель маршрута. Кроме основной модификации существовала разновидность «Люкс» с иной планировкой салона — кожаной обивкой сидений и с одной входной дверью. Для южных районов страны была разновидность со складывающимся матерчатым верхом.
Характеристика наиболее распространенных упругих элементов подвески — рессор, пружин или торсионов — такова, что их жёсткость в зависимости от нагрузки не меняется. Поэтому переполненный пассажирами ЗИС-8 с рессорной подвеской шел по дороге довольно плавно, пустую же машину бросало на неровностях дороги, словно лодку на волнах. Жестковатые, без амортизаторов, рессоры делали езду по булыжной мостовой малоприятной.
Автобусы ЗИС-8 стали первыми советскими экспортируемыми автобусами. В 1934 году партия из 16 машин «ушла» в Турцию, куда чуть раньше прибыла и первая партия советских экспортных автомобилей — 100 грузовиков ЗИС-5.
Битком набитый пассажирами, он чуть кренился на правую сторону. Поскрипывал деревянный каркас кузова, глухо ворчали шесть цилиндров двигателя, в салоне пахло бензином. Таким было первое впечатление москвичей от угловатого, высокого ЗИС-8 — основного автобуса наших городов в предвоенные годы.

## История
Первый автобус ЗИС-8 был выпущен на Московском автомобильном заводе им. Сталина в декабре 1933 года, серийное производство продолжалось с 1934 по 1936 год, завод выпустил 547 машин. Также ЗИС-8 производили: завод «Аремкуз» в Москве, авторемонтные заводы и кузовные мастерские в Ленинграде, Туле, Харькове, Ростове-на-Дону, Иркутске и т. д.
В связи с реконструкцией Завода имени Сталина во второй половине 1936 года выпуск автобусов ЗИС-8 пришлось прекратить. Однако по чертежам завода автобусные парки и кузовные мастерские в Ленинграде, Киеве, Харькове, Ростове-на-Дону, Туле, Калуге, Тбилиси, Иркутске сами изготавливали автобусные кузова, монтируя их на ЗИСовские шасси. Такое производство имело стихийный характер и не контролировалось, у большинства предприятий полностью отсутствовала техническая документация и чертежи для производства, приходилось делать автобусы по заводскому «образцу». Часто собранные этими предприятиями машины не имели какого-либо обозначения. Некоторые заводы старались усовершенствовать конструкцию ЗИС-8. Таким образом, в Туле, Калуге и Ленинграде выпускались машины с кузовом, более обтекаемым, чем предусматривали чертежи ЗИСа. Вторым авторемонтным заводом автотранспортного управления Ленсовета (АТУЛ) в конце 1936 года было освоено производство автобусов АЛ-2 с колёсной формулой 6х2, использовавших удлинённую раму ЗИС-8 и дополнительный мост-балку.
Кузовной отдел НАТИ (ныне — НАМИ) в 1935 году спроектировал и построил автобус для курортов на шасси ЗИС-8. Кроме пассажирских автобусов, на шасси ЗИС-8 были разработаны и построены специализированные фургоны для перевозки мясопродуктов, хлеба, промтоваров, пожарные фургоны различных конструкций, однако к автобусам ЗИС-8 их вряд ли можно причислить.
За два года производства непосредственно ЗИСом было выпущено всего 547 автобусов ЗИС-8, но со второй половины 1936 года производство этой модели (несмотря на большие потребности быстрорастущих городов СССР) было остановлено в связи с реконструкцией завода и переходом на более совершенную модель ЗИС-16. Производство более совершенного автобуса ЗИС-16, отличавшегося в соответствии с тогдашней автомобильной модой обтекаемой формой кузова, но по-прежнему выполненному на деревянном каркасе, было развёрнуто с 1938 года и продолжалось до августа 1941 года. Однако, вариантов ЗИС-8 было очень много, поскольку их строили авторемонтных предприятиях во многих других городах. За основу брали конструкцию ЗИС, но вносили в неё по мере надобности и необходимости местные изменения.
Московский «Аремкуз» производил автобусы типа ЗИС-8 до 1941 года, кроме того, высокий уровень производства автобусных кузовов был в Ленинграде, на Авторемонтном заводе №2 Автотранспортного управления Ленинграда. Автобусы, практически не отличимые от московских аналогов, выпускались в Северной столице уже с 1934 года. Общий уровень производства не уступал даже Московскому автозаводу, ведь у АРЗ № 2 был к тому времени уже очень большой опыт по изготовлению автобусных кузовов на шасси грузовиков Ярославского автозавода и более ранних шасси иностранного производства. В 1934 году появились автобусы «обтекаемой формы», один из которых был одобрен лично С.М. Кировым. Однако, автобусы с кузовами «новый стандарт», «коробочки», как их называли, оставались в производстве вплоть до 1936 года, после чего все автобусы получили новые крылья, капот и облицовку обтекаемой формы. Изменился и сам кузов. Параллельно с двухосными вариантами стал выпускаться трехосный, модели АЛ-2. Выпускались и автобусы на стандартных «коротких» шасси ЗИС-5. Однако в 1940 году выпуск автобусов на АТУЛе прекратился. В московском автобусном парке ЗИС-8 (за счет послевоенных капремонтов) продержался до начала 50-х годов.

## ЗИС-8 в наши дни
Автобусы ЗИС-8 в полностью оригинальном состоянии до наших дней не сохранились. Принято считать, что автобусом по прозвищу «Фердинанд», на котором ездила группа оперативников МУРа в телесериале «Место встречи изменить нельзя», был именно ЗИС-8, но на самом деле он был построен «Аремкузом» в начале 1960-х годов, причём на «коротком» шасси УралЗиС, что видно по 6-оконным колёсам (оригинальные довоенные ЗИСы имели 2-оконные колёса), а также в некоторых эпизодах (в частности, в сцене убийства Жегловым Левченко) на радиаторе отчётливо видна надпись «Уралзис». Этот автобус сохранился до наших дней.
Любопытный пример воссоздания легендарной машины — ЗИС-8 производства Мосгортранса. Но этот автобус имеет раму ЗИС-12, у которой задний свес меньше, чем у ЗИС-8.
Один из наиболее идентичных заводскому варианту ЗИС-8 отреставрирован в городе Санкт-Петербурге. В основу реставрационного проекта легла сохранившаяся машина ЗИС-8, имеющая оригинальное шасси, на котором и восстановлен автобус. Деревянный каркас кузова изготовлен по имеющимся образцам и заводским чертежам, обшит металлом согласно техническим условиям. На автобусе установлен оригинальный двигатель ЗИС-5 мощностью 73 л. с., карданный вал с подвесным подшипником, тормоза с механическим приводом. При реставрации салона сидения были обшиты коричневым дерматином, белым обтягивался потолок. Крыша снаружи обтягивалась брезентом и прокрашивалась в несколько слоёв. При реставрации автобуса уделено должное внимание мелочам — приборы, руль, бампера, фары и многое другое использовались оригинальные. По чертежам изготовлены обшивки столбов, водосливные козырьки и другие металлические детали. Допуск при изготовлении не превышает 0,5 мм, зазор между листами обшивки 3—4 мм. Стекла салона специально закаленные, установлены в проем с бумажным уплотнителем (прошвой). Автобус окрашен в два цвета, что соответствует довоенной окраске маршрутных автобусов. Маршрутный указатель, «Аншлаг», установленный над лобовым стеклом, имеет овальные отверстия для обозначения маршрута, в центре «аншлага» установлена табличка с номером 9. Маршрут № 9 проходил от Красной площади до площади Урицкого по проспекту 25-го Октября. Маршрут действовал с 1932 года до начала Великой Отечественной войны.

## Варианты и модификации
- опытный 32-местный бескапотный автобус — изготовлен в 1937 году на удлинённой раме автобуса ЗИС-8; руль, передняя ось и передние рессоры были взяты от грузовика ЯГ-4[5]
- опытный автобус ЗИС-8 с двигателем на природном газе — изготовлен Научно-исследовательским автотракторным институтом. Запас топлива в 16 алюминиевых баллонах объемом 3 м³ каждый был размещён на крыше автобуса и обеспечивал запас хода по шоссе от 90 км (при заправке светильным или коксовым газом) до 170 км (при заправке высококалорийным нефтяным газом)[6]
- автомобиль ветеринарной помощи на шасси ЗИС-8 — в 1939 году изготовлены две машины[7]

Существовали также экспериментальные газогенераторные автобусы ЗИС-8, в том числе с прицепной тележкой, где размещался газогенератор.